# Giải đua ô tô Công thức 1 Brasil 2008
Giải đua ô tô Công thức 1 Brasil năm 2008 là chặng đua thứ mười tám và cuối cùng của giải vô địch thế giới Công thức 1 năm 2008. Giải được tổ chức từ ngày 31 tháng 10 đến ngày 2 tháng 11 năm 2008.